# Део, Рошика
Рошика Део (род. 12 декабря 1980 или 1981) — фиджийская феминистка и активистка, основавшая кампанию/движение Be The Change. Движение выступает за различные права и стремится изменить социальный, политический, экономический и культурный ландшафт Фиджи.

## Карьера
В 2009 году Део получила стипендию Пола Харриса за своё служение обществу, став самым молодым человеком Тихоокеанского региона среди получателей. В 2013 году она была номинирована на премию Amnesty International имени Мартина Энналса и получила Международную женскую премию государственного секретаря США за отвагу от Мишель Обамы в 2014 году.
Део стала независимым кандидатом на всеобщих выборах 2014 года. Проводя кампанию с упором на права человека, она отказалась от поддержки известных партий из-за отсутствия у них четкой позиции по ключевым для неё вопросам. Хотя ей не хватило голосов, необходимых для победы на выборах, она основала партию «Будь переменами» (Be The Change), чтобы дать молодым людям Фиджи право голоса и возможность выступать в защиту различных прав человека.
Феминистская активность и политическая карьера Део привлекли международное внимание.

## Личная жизнь
Рошика Део принадлежит к индо-фиджийской индуистской семье. Её отец, Индар Део, был ратманом, политиком Партии национального альянса и бизнесменом, на 2020-е годы он живёт в Австралии .
Део училась в гимназии Сувы и получила степень бакалавра права Южнотихоокеанского университета (USP).